# Hilbrand Baar
Hilbrand Johannus Baar (Haren, 12 augustus 1924 - Varsseveld, 2 maart 1945) was een Nederlandse verzetsstrijder.

## Biografie
Hilbrand Baar werd geboren in Haren in de provincie Groningen. Omdat zijn vader bij de spoorwegen werkte en werd overgeplaatst verhuisde het gezin naar de Veluwe. Tijdens de Tweede Wereldoorlog werkte hij als kruideniersbediende bij Albert Heijn in Nunspeet.
In overleg met het ondergrondse verzet werd hij in november 1942 als infiltrant geplaatst bij het Politieopleidingsbataljon (P.O.B.) in de Westenberg Kazerne in Schalkhaar. Dit opleidingsbataljon had een bijzonder slechte naam omdat het (in juli 1941) door de bezetter was opgezet om Duitsgezinde Nederlandse politiemensen op te leiden, die de bezetter zouden helpen bij het arresteren van verzetsmensen en Joden. Uit onderzoek van recenter datum komt het beeld naar voren dat binnen het Politieopleidingsbataljon niet iedereen in dezelfde mate aanhanger van de nazi-ideologie was. 
De opzet was dat Baar zou proberen de mentaliteit van binnenuit te veranderen. Hij schreef onder meer een verslag waarin hij meldde hoe de Duitsers probeerden de aspirant-agenten aan te zetten tot Jodenvervolging, het laatste overigens met beperkt succes. Ook probeerde hij de mentaliteit te veranderen door teksten van Duitse liederen aan te passen.
Tijdens zijn diensttijd deed hij werk voor het verzet. In september 1944 moest Baar onderduiken. In januari 1945 werd hij door de Duitsers gearresteerd. Hij werd op 2 maart 1945 samen met 45 anderen gefusilleerd in Varsseveld. In Varsseveld staat een oorlogsmonument dat de slachtoffers herdenkt. Zijn lichaam werd begraven op de nieuwe gemeentelijke begraafplaats te Nunspeet.
Op de "Erelijst Gevallenen 1940-1945" wordt als plaats van overlijden Wisch vermeld en de rang van Plaatsvervangend Commandant van de Binnenlandse Strijdkrachten.
De ouders van Hilbrand Baar, Arent Baar en Hendrika Vrieling hebben de Yad Vashem onderscheiding ontvangen voor het verbergen van Joden. Zij behoren hiermee tot de Nederlandse Rechtvaardigen onder de Volkeren